# Zitronat

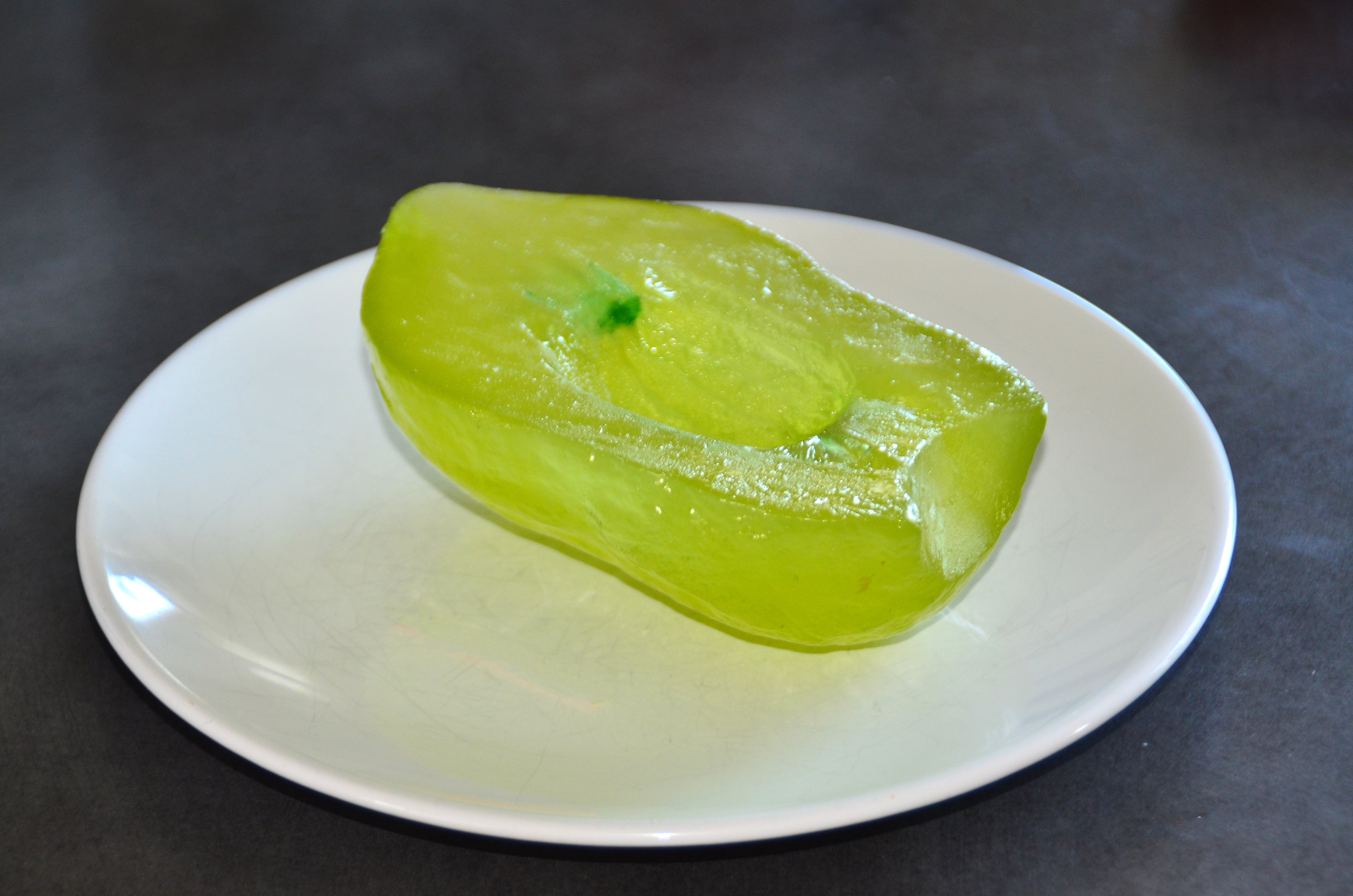
Zitronat

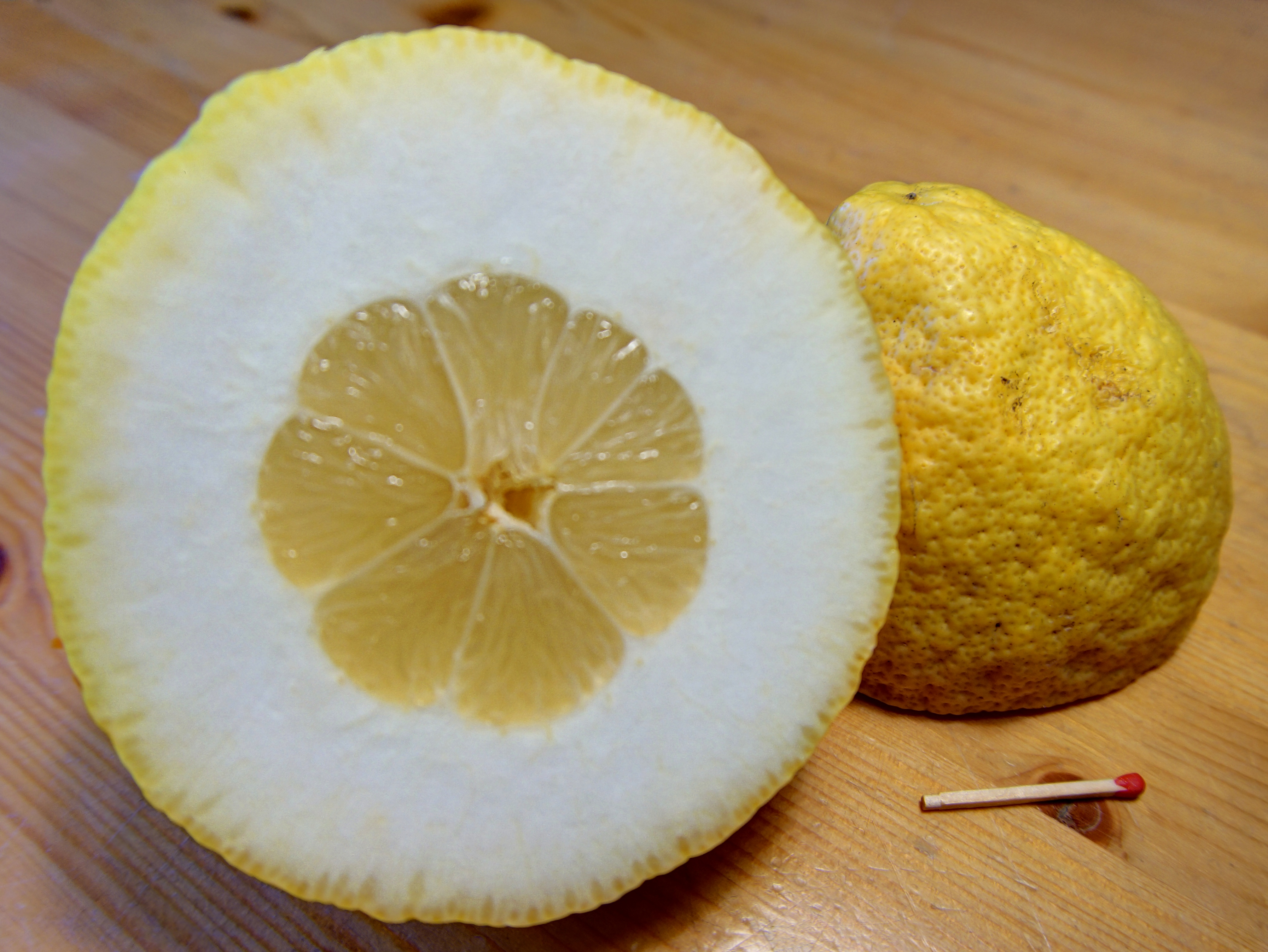
Die ausgeprägte Albedo (Fruchtwand) einer Zitronatzitrone

Zitronat oder Citronat (auch: Sukkade bzw. Succade, von lateinisch succidus ‚saftig‘) wird durch Kandieren der Schalen der Zitronatzitrone (Citrus medica) hergestellt und besteht im Wesentlichen aus deren Mesokarp (Albedo). In der DDR wurde wegen des teuren Imports von Zitrusfrüchten ein Ersatz aus grünen Tomaten namens Kandinat T entwickelt.
Zitronat ist grün bis gelb, je nach Reife der Frucht. Der Zuckergehalt beträgt mindestens 65 %. Insbesondere bei industriell hergestellten Produkten kommen ferner Spuren von Kochsalz und Schwefliger Säure (als Konservierungsmittel) vor. Weiterer Bestandteil kann Zitronensäure (E 330) sein. Zitronat findet u. a. als Backgewürz Verwendung, beispielsweise in Stollen, Striezel oder Früchtebrot.
Das entsprechende Produkt aus Bitterorangen (Pomeranzen) ist Orangeat.

## Zitronat in der DDR
Zitronat gehörte in der DDR zu den Dickzuckerfrüchten und war in den Verarbeitungsformen: gewürfelt, gehackt oder gemahlen im Einzelhandel erhältlich. Es wurde ebenfalls als Diabetiker–Erzeugnis in haushaltsüblichen Verpackungen angeboten. Für Großhandel und die Großbäckereien gab es die Verarbeitungsformen halbe oder geviertelte Schalen glasiert oder abgelaufen mit 8 Kilo Inhalt im Pappeimer. Verbindlich waren dafür die Technischen Normen, Gütevorschriften und Lieferbedingungen in den TGL–Fachbereichstandards TGL 103 30, TGL 24 071/03 und TGL 24 071/07 der Jahre 1968, 1978 und 1988. Auszug: Die Ausgangsrohstoffe für Zitronat sind die konservierten grünen Schalen der unreifen Zedratzitronen und für Orangeat die frischen oder konservierten Schalen von Orangen bzw. Bitterorangen. Größter Hersteller von Zitronat und Orangeat in der DDR war das Kombinat Obst- und Gemüseverarbeitung Sohland.
Da Zitrusfrüchte nur teuer importiert werden konnten, entwickelte man im Zentralinstitut für Ernährung in Potsdam-Rehbrücke Alternativen, um weiterhin Backwaren wie den Dresdner Christstollen produzieren und vermarkten zu können. Als Ersatz für Zitronat diente Kandinat T, aus kandierten grünen Tomaten hergestellt, als Orangeatersatz wurde Kandinat M aus gekochten und danach kandierten Möhren produziert. Beide Ersatzerzeugnisse kamen jedoch erst ab Mitte der 1980er Jahre als Backmischung „Candi“ einer Mischung aus Kandinat T und Kandinat M in den Einzelhandel. Laut TGL 24 071/08 gehörte das Produkt zu den mit Stärke oder Mehl oberflächenbehandelten Backzutaten, die auf den Verpackungen in ihren Hauptbestandteilen genau zu deklarieren waren.

## Trivia
Das altertümliche Wort Succade ist vielen Menschen aus dem deutschen Kinderlied In der Weihnachtsbäckerei bekannt. Dort heißt es:

„Brauchen wir nicht Schokolade

Honig, Nüsse und Succade

Und ein bisschen Zimt?

Das stimmt“